# Vivans
Vivans ist eine französische Gemeinde mit 231 Einwohnern (Stand 1. Januar 2022) im Département Loire in der Region Auvergne-Rhône-Alpes (vor 2016 Rhône-Alpes). Sie gehört zum Arrondissement Roanne und zum Kanton Renaison.

## Geographie
Vivans liegt rund 23 Kilometer nordnordwestlich von Roanne im Weinbaugebiet Côte Roannaise, das sich an den Abhängen der Bergkette Monts de la Madeleine erstreckt. Umgeben wird Vivans von den Nachbargemeinden Chenay-le-Châtel im Norden, Melay im Osten, Noailly im Südosten, Saint-Forgeux-Lespinasse im Süden, Changy im Süden und Südwesten sowie La Pacaudière im Westen.

## Weblinks

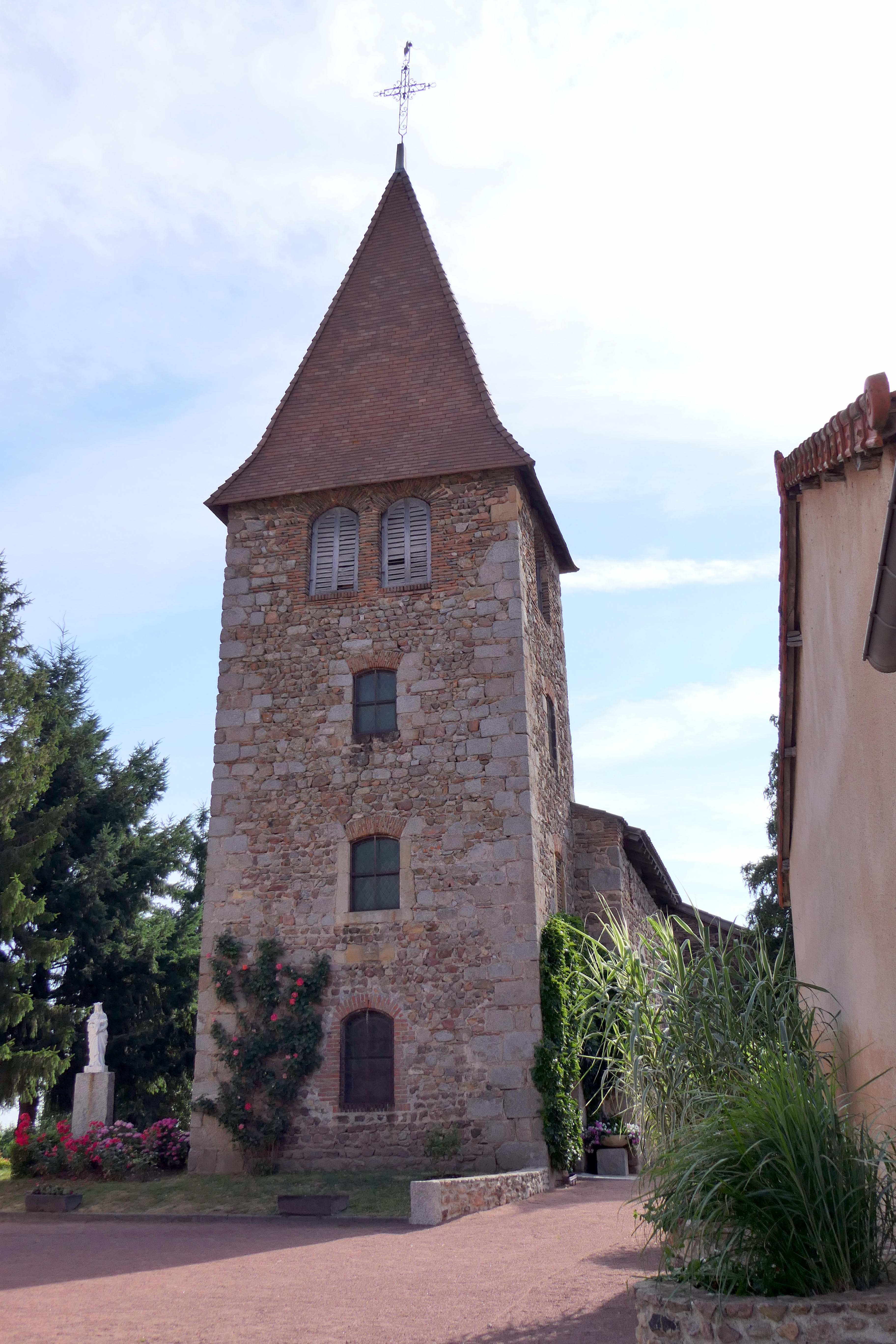
Kirche Saint-Étienne

## Bevölkerungsentwicklung
| Jahr                       | 1962 | 1968 | 1975 | 1982 | 1990 | 1999 | 2008 | 2017 |
| Einwohner                  | 392  | 365  | 317  | 306  | 262  | 260  | 250  | 230  |
| Quellen: Cassini und INSEE |      |      |      |      |      |      |      |      |

## Sehenswürdigkeiten
- Kirche Saint-Étienne